# Teatro Guerra
El teatro Guerra se encuentra situado en la plaza de Calderón de la Barca de Lorca (Murcia). Se abrió en la primavera del año 1861 y es el más antiguo de la Región de Murcia. Su nombre se debe al actor Ceferino Guerra.
Fue declarado Bien de Interés Cultural el 31 de marzo de 1982.

## Historia
Se construyó gracias a un acuerdo entre el Ayuntamiento de Lorca e inversores particulares. El teatro fue diseñado por un arquitecto de Murcia, Diego Manuel Molina, y el techo fue decorado originariamente por el pintor madrileño Miguel Reyes, siendo sustituido debido al deterioro que presentaba por uno nuevo de Manuel Muñoz Barberán en 1988.
En 1969 el teatro fue clausurado y se mantuvo cerrado y en situación de abandono hasta su reapertura en 1989.
Tras su reapertura el teatro ha permanecido cerrado con motivo de las obras de restauración de 2008 y durante más de dos años por el terremoto de Lorca del 11 de mayo que dañó el edificio obligando de nuevo a cerrarlo hasta que se llevaron a cabo las obras necesarias en 2013.

## Edificio

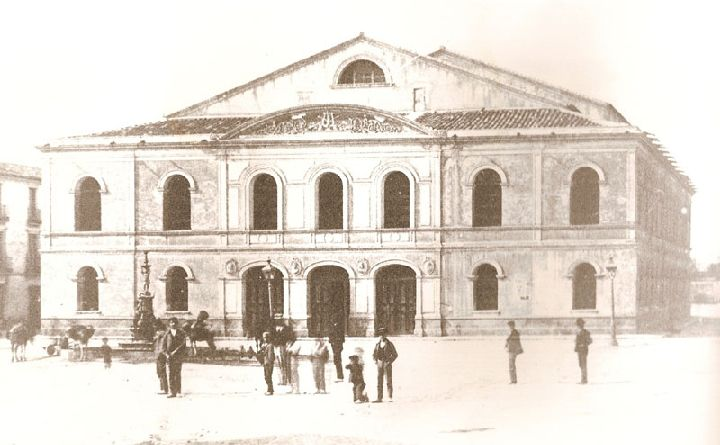
El teatro en torno al año 1868.

El edificio es una construcción de estilo isabelino formado por un patio central con forma de herradura, plateas y un anfiteatro con barandas de hierro colado con capacidad para 518 personas. La fachada es de color rojo carmesí con cornisas blancas y un zócalo de piedra. La fachada de la puerta principal tiene cuatro bustos de color blanco que corresponden a Tirso de Molina, Lope de Vega, Calderón de la Barca y Moratín.

### Restauración de 1986
Tras casi 20 años cerrado y abandonado, se inicia el proceso de rehabilitación del edificio. En 1986 se adjudica por parte de la Dirección General de Arquitectura del Ministerio de Obras Públicas (MOPU) las obras con una inversión de 106.433.905 pesetas. El MOPU financia el 70% del coste total de la restauración. Las obras de restauración las lleva a cabo el arquitecto Ignacio Mendaro Corsini.
En 1988, dentro del curso de las obras se constata el mal estado de la pintura de los techos pintados por Joaquín Reyes. Debido a ello Manuel Muñoz Barberán, pintor lorquino, se encargó de pintar un nuevo techo del teatro además de realizar un telón del que no disponía el teatro inspirándose para éste en el carnaval de Venecia.
El teatro se reabre el 3 de febrero de 1989 con la actuación del Ballet Imperial Ruso con 'El lago de los cisnes' y de Maya Plisetskaya.

### Restauración de 2008

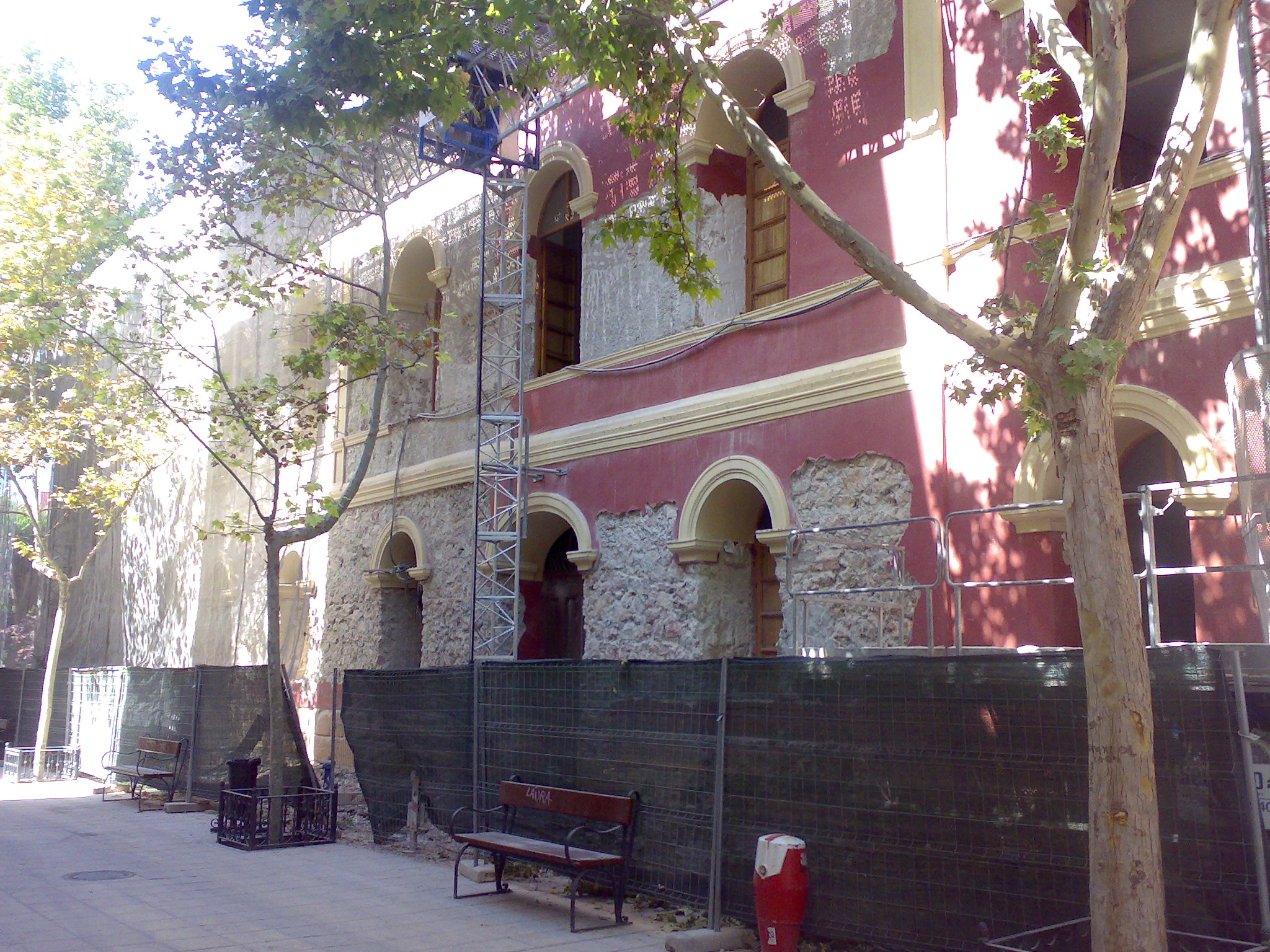
Restauración del Teatro Guerra en 2008.

Las primeras reuniones para la restauración del teatro se remontan al año 2005 donde los ministerios de Fomento y Cultura se comprometieron con el Ayuntamiento de Lorca a ayudar a la recuperación del edificio.
En 2007 el teatro Guerra recibió 780.000 euros del ministerio de Fomento a través de su programa 1% cultural para su proceso de restauración que duraría más de un año.
Finalmente, junto con la aportación del Ayuntamiento de Lorca, la cuantía total se situó por encima de los 900.000 euros. Esta restauración comenzó en junio del año 2008 y finalizó en octubre de 2009. Durante ese período de tiempo el edificio se encontró cerrado hasta su reapertura el 24 de octubre de 2009 con la actuación del bailarín José Carlos Martínez del Ballet de la Ópera de París.
El proceso constó de varias partes: 
- Exterior: se llevaron a cabo las obras la reparación de las cuatro fachadas. Los bustos, las cornisas y el zócalo de piedra también van se restauraron y fueron sometidas a un tratamiento para evitar la erosión. Concluida la obra se instaló la iluminación de todo el edificio.

- Interior: se eliminaron las humedades y se realizaron diversos trabajos de fontanería, saneamiento, electricidad y carpintería. También se climatizó todo el edificio y eliminaron las barreras arquitectónicas que presentaba para una mejor accesibilidad de las personas discapacitadas.

### Restauración de 2013
Debido a los daños sufridos por terremoto de Lorca el edificio se ve sometido a una tercera restauración. El presupuesto asciende a 750.000 euros, siendo 375.000 sufragados por la obra social La Caixa y el resto por el Ayuntamiento de Lorca con la indemnización del Consorcio de Compensación de Seguros.
El teatro fue reabierto el 18 de octubre de 2013 con la coreografía "Raymonda" a cargo de la Compañía Nacional de Danza.